# Shock and Awe
Shock and Awe is een Amerikaanse film uit 2017 over een waargebeurd verhaal. De film is geregisseerd door Rob Reiner en geschreven door Joey Hartstone. De film gaat over een groep journalisten van het bedrijf Knight Ridder, die onderzoek doen naar de beschuldigingen van de regering George W. Bush tegen de Iraakse regering van Saddam Hussein. De Amerikaanse regering beweerde dat de Iraakse regering samen heeft gewerkt met Al Quaida en een wapenprogramma had om massavernietigingswapens te produceren. De beschuldigingen leidden uiteindelijk tot de invasie van Irak in 2003. De beschuldigingen bleken – onder andere uit het onderzoek van de hoofdpersonen – onjuist te zijn.
De film had haar wereldpremière bij het Filmfestival van Zürich op 30 september 2017. Na de première werden distributeurs gevonden. Op 14 juni 2018 was de première als video on demand door DirectTV Cinema en een beperkte uitgave op 13 juli 2018 door Vertical Entertainment in bioscopen.
Shock and awe in de titel verwijst naar de militaire techniek die Bush in 2003 tegen Irak inzette.

## Verhaal
Kort na de aanslagen op 11 september 2001 bleek dat de regering van George W. Bush al snel diens aandacht richtte op een invasie van Irak om Saddam Hussein af te zetten. Journalisten van de krantenketen Knight Ridder vonden dit verdacht. De journalisten begonnen een onderzoek naar de beschuldigingen van de Amerikaanse regering dat Saddam Hussein verbonden was met de aanslagen en dat zij wapens van massavernietiging bezaten of ontwikkelden. Deze beschuldigingen waren een belangrijke onderbouwing voor de Irakoorlog van 2003. De film volgt de journalisten in hun tocht om goede informatie te onderscheiden van propaganda. De tweede verhaallijn gaat over de gevolgen die de oorlog heeft op een gezin met een zoon in het leger.

## Rolverdeling
| Acteur          | Personage       | Opmerkingen               |
| --------------- | --------------- | ------------------------- |
| Woody Harrelson | Jonathan Landay | journalist                |
| Tommy Lee Jones | Joe Galloway    | journalist                |
| James Marsden   | Warren Strobel  | journalist                |
| Rob Reiner      | John Walcott    | hoofdredacteur            |
| Milla Jovovich  | Vlatka          | vrouw van Landay          |
| Jessica Biel    | Lisa            | vriendin van Strobel      |
| Richard Schiff  | The Usual       | bron voor de journalisten |